# Sobrecualificación

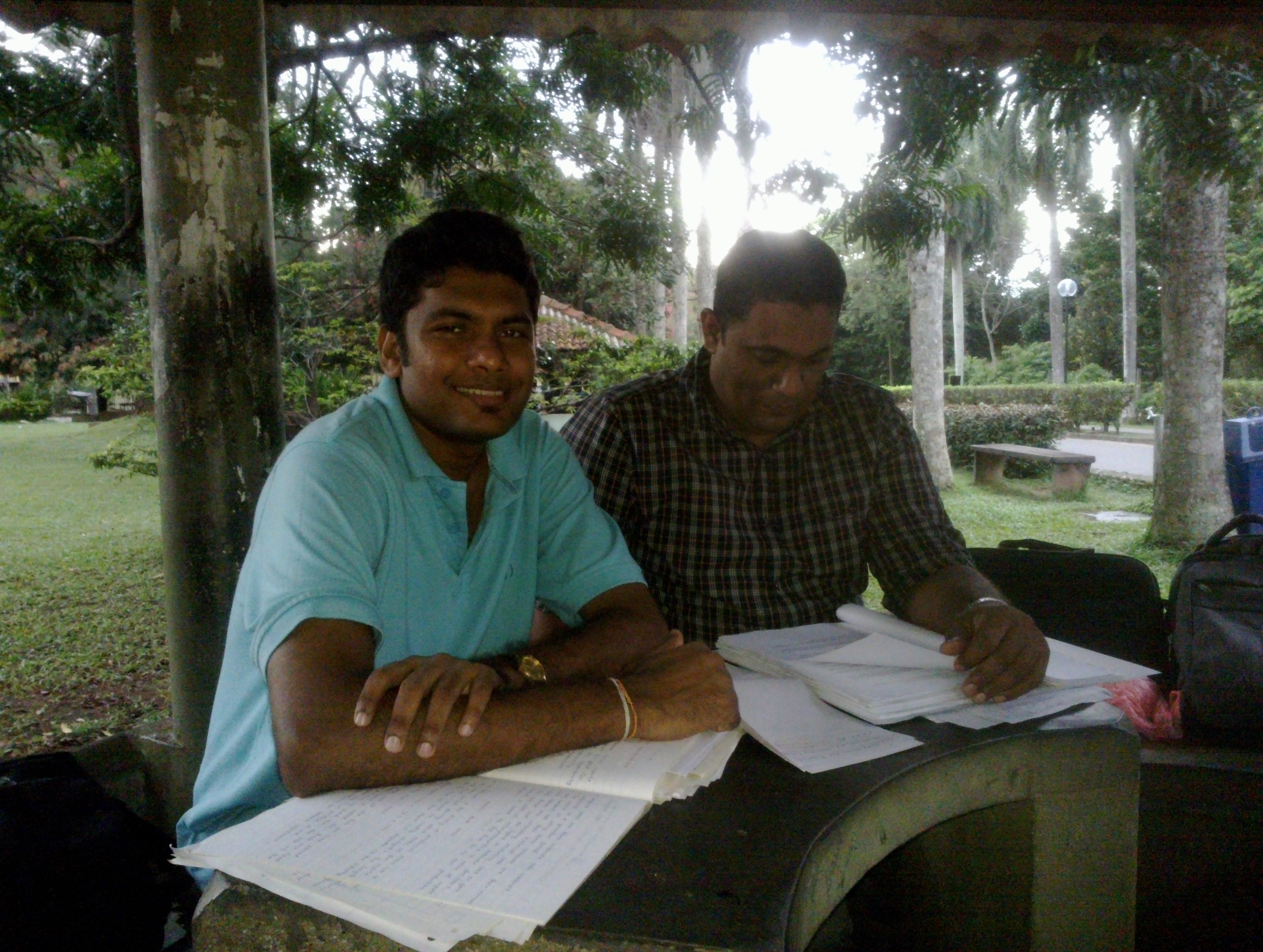
Estudiantes universitarios preparando un examen. Los estudiantes universitarios sufren sobrecualificación si al terminar la carrera no consiguen encontrar un puesto de trabajo relacionado con ella.

La sobrecualificación es la condición de una persona de tener más cualificaciones de las necesarias para el puesto de trabajo que solicita. Esto puede hacer que la empresa no le dé el trabajo, porque piense que lo solicita debido a que en ese momento no tiene nada mejor, pero que se irá en cuanto lo encuentre, o bien se quedará en el puesto descontenta y desmotivada. El fenómeno contrario se denomina subcualificación o, menos habitualmente, infracualificación.
Partiendo de ese significado inicialmente individual se puede emplear el término para describir sociedades donde un alto número de personas se encuentran en esa situación. La Unión Europea lleva estadísticas del porcentaje de graduados superiores en puestos de baja cualificación. En 2017 era del 23,2 % de los graduados empleados. Esto supone, por un lado, un desperdicio de los recursos —normalmente públicos— invertidos en la formación de esas personas. Y por otro lado, la frustración de dichas personas y una disminución de la productividad potencial.
En algunas sociedades, la sobrecualificación es cada vez más habitual porque la proporción de licenciados universitarios crece más rápido que la proporción de trabajos adecuados a ese nivel de formación. Asimismo es frecuente que muchas personas escojan estudiar carreras universitarias para las que existe poca demanda en el mercado laboral, con lo que, al terminar, se ven forzadas a aceptar trabajos inferiores a su cualificación, mientras otras disciplinas que sí ofrecen puestos no consiguen atraer suficiente alumnado, lo que da lugar a escasez de trabajadores en ciertos sectores económicos.
La medición de la sobrecualificación se puede hacer de tres formas: objetiva, subjetiva y estadística. En la medición objetiva se cuenta con la descripción del puesto de trabajo y se estudian las tareas que realiza la persona que lo ocupa. En la subjetiva se pregunta a la persona ocupada si cree que está sobrecualificada. En la estadística se mide un promedio de años de estudios de las personas que ocupan el puesto de trabajo, y se considera sobrecualificada a la persona que se aleje mucho (p. ej., dos desviaciones típicas) de ese promedio. Las tres mediciones dan resultados poco congruentes, por lo que parecen captar dimensiones diferentes del fenómeno (Martínez García 2017).
A veces esa situación general se distingue de la individual denominándola "sobretitulación": no es que cada persona tenga demasiadas cualificaciones para los puestos de trabajo que hay disponibles, sino que hay demasiados titulados universitarios.

## Como eufemismo
La palabra "sobrecualificación" (overqualification en inglés) se utiliza a menudo como eufemismo (en Estados Unidos) cuando el empresario no quiere revelar las auténticas razones de no contratar a un solicitante. Esta palabra puede enmascarar discriminación por edad, pero también preocupaciones del empleador, como incertidumbre sobre la capacidad del solicitante para hacer el trabajo, o que solo lo quiere temporalmente, mientras busca otro más deseable. También puede denominarse eufemísticamente "sobrecualificación" el que una persona pida un salario que el empresario considere demasiado alto. Asimismo puede describir una resistencia a tecnologías nuevas, o una conducta arrogante.
El término "sobrecualificado", en cualquier definición, debería considerarse como una valoración subjetiva —y por tanto susceptible de sesgos— del solicitante por parte del evaluador. Puede llegar un momento en la vida de una persona en que desee asumir un puesto de menor responsabilidad y salario inferior, y entonces se pueda ver esa posible sobrecualificación como un valor añadido para la empresa contratante. Cuando la decisión sobre a cuál de los solicitantes de un puesto elegir no se basa en hechos o factores insesgados, se ha producido discriminación.
Tribunales estadounidenses han dictaminado que, en ocasiones, el término "sobrecualificado" se ha empleado en lugar de la políticamente incorrecta (e ilegal allí) expresión "demasiado viejo" (i.e., discriminación por edad) en el proceso de contratar personal.

## Sobrecualificación y sobreeducación
Algunos estudiosos diferencian sobrecualificación (el trabajador no puede aplicar en su puesto de trabajo los conocimientos que posee) y sobreeducación o sobre educación (para el puesto de trabajo basta un nivel educativo inferior al alcanzado por el trabajador), pero en otras ocasiones ambos términos se emplean como sinónimos.

## Protección de los candidatos menos cualificados
Algunos organismos estatales pueden tener reglas, escritas o no, sobre cualificaciones máximas para un puesto determinado. Estos límites protegen a las personas menos cualificadas, como alumnos recién graduados, permitiendo que también encuentren trabajo. Por ejemplo, en Alemania o Suiza, un puesto para un estudiante de doctorado normalmente no se dará a quien ya tiene un doctorado.
El empleador también puede preferir una carrera profesional corta, pero exitosa, a otra más larga (y por tanto con experiencias más variadas), pero menos afortunada.

## Posibles respuestas de un solicitante ante esta descripción
Noluthando Crockett-Ntonga recomienda que los solicitantes de un puesto aborden temas como el salario en una carta de presentación y en la entrevista de trabajo antes de que el potencial empleador haga cualquier comentarios acerca de sobrecualificación. Barbara Moses aconseja a los solicitantes descritos como sobrecualificados que resalten su disposición a guiar a sus colegas más jóvenes, y que se centren en lo que les atrae del puesto, en vez destacar su ambición o su gusto por los desafíos. Tener empleados sobrecualificados puede ser una ventaja para el empresario, especialmente cuándo su experiencia los habilita para lidiar con responsabilidades adicionales en beneficio de su patrón.
Otra forma de abordar la situación es que el solicitante de un puesto no mencione que posee grados educativos superiores a los requeridos para dicho puesto.

## Posgrados
La persona que posee un título de posgrado (máster o maestría y doctorado), puede ser vista como hiperespecializada y carente de perspectiva. Puede no ser recomendado favorablemente para carreras en desarrollo de productos, fabricación o gestión técnica. En el mundo corporativo se ha tildado a los doctores de incapaces de transformar sus teorías en estrategias útiles, y de no saber trabajar en equipo, a pesar de que un doctorado se ve como deseable e incluso esencial en muchos puestos, como funciones supervisoras en investigación, especialmente doctorados en ciencias biomédicas.
Incluso en algunos trabajos universitarios pueden asociarse al doctor factores negativos, como una dificultad para centrarse en la docencia, hiperespecialización, y un conjunto indeseable de prioridades profesionales, a menudo centradas en la autopromoción. Estas opiniones han producido, por un lado, un aumento en la contratación de candidatos sin doctorado por parte de algunas instituciones educativas. Y por otro lado, el desarrollo de otros doctorados, como el D.A., o doctor en Artes. Todo ello en los países anglosajones, donde se emplean estos grados académicos.
Algunos empresarios tienen reservas acerca de contratar doctores en puestos de entrada de dedicación exclusiva, pero sí están dispuestos de contratarlos en puestos temporales. Estas reservas pueden ser una reacción de inseguridad, especialmente en situaciones donde la mayoría de los ejecutivos de la empresa tienen cualificaciones inferiores al doctorado. Pueden formar parte del amplio fenómeno del credencialismo.